# ラザロ・エフェクト
『ラザロ・エフェクト』（原題:The Lazarus Effect）は、2015年にアメリカ合衆国で公開されたホラー映画である。監督はデヴィッド・ゲルブ、主演はマーク・デュプラスとオリヴィア・ワイルドが務めた。
日本におけるキャッチコピーは「どうしてわたしをイキカエラセタノ」である。

## ストーリー
フランクは婚約者のゾーイと共同でラザロという名前の血清の開発を行っていた。ラザロは昏睡状態にある患者の治療のための薬品として認知されていたが、実際のところは死者を蘇らせるための血清であった。
友人でもあるニコ、クレイ、エヴァの協力の下、2人は死んだばかりの犬を蘇生させることに成功する。しかし、犬は生前には見せなかった動きをし始める。目から生気が失われ、食欲も喪失してしまったのである。それどころか何らかの特殊能力を取得しているようであった。検査の結果、ラザロ血清が犬の脳内に新しいシナプス回路を形成したことが判明した。
2人の極秘研究の存在を知った学部長はその中止を命令してきた。しかも、2人の研究に出資していた企業が大手製薬会社に買収されたせいで、2人は研究成果をその会社に奪われてしまった。
実験の成果を奪い返すべく、フランクたちは研究室に忍び込んだ。しかしこの危険な試みの最中、事故が起こりゾーイが感電死してしまった。ゾーイを死なせたくないという一心で、フランクはラザロ血清を彼女に投与する。ゾーイは無事生き返ったように見えたが、フランクは何かがおかしいと思い始める。ゾーイは「自分が死にかけたとき、私は地獄の景色を見た」と主張する。話を聞く限りでは、ゾーイが見た地獄というのは彼女の子供時代の記憶（アパートが火事になったとき、物に挟まってそのまま焼け死んだ人を見たときの記憶）によって生成されたものだと分かった。やがて、ゾーイは超能力を使い始めた。ラザロ血清はゾーイの脳を急速に進化させ、ゾーイはテレキネシスやテレパシーが使えるまでに至ったのだ。
さらに悪いことに、ラザロ血清は人間の怒りや狂気を増幅する作用をも有していた。ゾーイは突然頼れるのはあなただけど言いニコにキスする。ニコがそれを拒絶すると、ゾーイはテレキネシスでニコをロッカーの中に放り投げ、そのロッカーを潰すことでニコを殺してしまった。ニコが消えた事をゾーイに問いただしたクレイも、テレキネシスで電子タバコを喉に詰まらせられ窒息死する。フランクはゾーイを毒で殺そうとしたが、テレパシーでそれに気付いたゾーイによって逆に殺されてしまった。ゾーイはチームが持っていた全てのラザロ血清を自分に投与し、さらなる力を手に入れた。
唯一生き残っていたエヴァは自分がゾーイを殺すしかないことを悟るが、ゾーイもまたエヴァを殺そうとしていたのだった。

## キャスト
- マーク・デュプラス - フランク・ウォルトン博士（吹替: 山野井仁）
- オリヴィア・ワイルド - ゾーイ・マコンネル博士（吹替: 遠藤綾）
- サラ・ボルジャー - エヴァ（吹替: 西田望見）
- エヴァン・ピーターズ - クレイ（吹替: 倉富亮）
- ドナルド・グローヴァー - ニコ（吹替: 吉田健司）
- レイ・ワイズ - Mr.ウォレス
- エイミー・アキノ - ダレイ学部長

## 公開・マーケティング
2013年12月17日、ライオンズゲートが本作を『Lazarus』というタイトルで2015年1月30日に全米公開すると発表した。2014年11月4日、レラティビティ・メディアがライオンズゲートから本作の全米配給券を購入し、2015年2月20日に全米公開するとの報道があった。12月、本作のタイトルが『The Lazarus Effect』に変更され、全米公開日が2015年2月27日に延期されるとの発表があった。
2015年1月5日、本作のポスターとスチル写真が公開された。

## 興行収入
2015年2月27日、本作は全米2666館で封切られ、公開初週末に1020万ドルを稼ぎ出し、週末興行収入ランキング初登場5位となった。

## 評価
本作は批評家から酷評された。映画批評集積サイトのRotten Tomatoesには93件のレビューがあり、批評家支持率は14%、平均点は10点満点で3.8点となっている。サイト側による批評家の見解の要約は「『ラザロ・エフェクト』には優れた俳優たちが揃っており、面白いアイデアも垣間見える。しかし、そんな長所も、薄っぺらい登場人物と退屈で新鮮みのないプロットのせいで無駄に終わっている。」となっている。また、Metacriticには29件のレビューがあり、加重平均値は31/100となっている。なお、本作のCinemaScoreはC-となっている。